# Kakskerta (ö i Finland)
Kakskerta är en ö i Finland. Den utgör tillsammans med närliggande mindre holmar en stadsdel i Åbo i landskapet Egentliga Finland, i den södra delen av landet, 150 km väster om huvudstaden Helsingfors. Tidigare var Kakskerta huvudö i den självständiga kommunen Kakskerta.
Öns area är 20,39 kvadratkilometer och dess största längd är 9 kilometer i öst-västlig riktning.
Ön skiljs från grannön Satava genom sunden Kirkkosuntti och Höyttistensuntti och från Ålön (ö i Finland) och Kirjalaön i Pargas genom fjärden Vapparn.
På ön finns bland annat Kakskerta kyrka, egendomen Brinkhall, församlingarnas lägergård Senaps, folkhögskolan Paasikiviopisto och Harjattula golfplan.